# Rinat Faisrachmanowitsch Dassajew
Rinat Faisrachmanowitsch Dassajew (russisch Ринат Файзрахманович Дасаев, wiss. Transliteration Rinat Fajzrachmanovič Dasaev; * 13. Juli 1957 in Astrachan, RSFSR, UdSSR) ist ein ehemaliger sowjetischer Fußballspieler tatarischer Herkunft und späterer russischer Trainer.

## Karriere
Dassajew war einer der besten Torhüter der 1980er-Jahre und Stammtorwart der sowjetischen Nationalmannschaft bei den Fußballweltmeisterschaften 1982 in Spanien, 1986 in Mexiko und 1990 in Italien.
Sein größter Erfolg war die Europameisterschaft 1988 in Deutschland. Mit Weltklasseleistungen war er der Garant für den Einzug der Sowjetunion ins Finale gegen die Niederlande. Dort verlor der Keeper von Spartak Moskau mit der Sbornaja allerdings mit 0:2 und war bei beiden Gegentoren, insbesondere aber beim Jahrhunderttor von Marco van Basten machtlos. Im selben Jahr wurde er zum IFFHS-Welttorhüter des Jahres gewählt. Insgesamt stand er für die A-Nationalelf der UdSSR 91-mal zwischen den Pfosten.
Während und nach der Europameisterschaft 1988 zeigte der deutsche Bundesligist Hamburger SV Interesse an einer Verpflichtung Dassajews und legte ein Angebot vor. Der Torwart, um den sich auch Vereine aus Italien und Spanien bemühten, entschied sich zum Wechsel zum FC Sevilla.
Bei den Olympischen Sommerspielen 1980 in Moskau spielte er sechs Spiele und gewann am Ende mit der sowjetischen Olympiaauswahl die Bronzemedaille.

## Erfolge
- Bronzemedaille bei den Olympischen Spielen: 1980
- Sowjetischer Meister: 1979, 1987
- Torhüter des Jahres in der Sowjetunion:  1980, 1982, 1983, 1985, 1987, 1988
- IFFHS-Welttorhüter des Jahres: 1988